# Euderces andersoni
Euderces andersoni là một loài bọ cánh cứng trong họ Cerambycidae.